# Aspidosperma
Aspidosperma là chi thực vật có hoa trong họ Apocynaceae.

## Các loài
- Aspidosperma acreanum Markgraf
- Aspidosperma album (Vahl) Benth. ex Pichon
- Aspidosperma amapa Markgraf
- Aspidosperma aquaticum Ducke
- Aspidosperma araracanga Marcondes-Ferreira
- Aspidosperma argenteum Müll. Arg.
- Aspidosperma auriculatum Markgraf
- Aspidosperma australe Müll. Arg. in C. Martius
- Aspidosperma brevifolium Rusby
- Aspidosperma camporum Müll. Arg. in C. Martius
- Aspidosperma capitatum L.O. Williams
- Aspidosperma carapanauba Pichon
- Aspidosperma centrale Markgraf
- Aspidosperma chodatii Hassl. ex Markgr.
- Aspidosperma compactinervium Kuhlm.
- Aspidosperma cruentum Woodson
- Aspidosperma curranii Standley
- Aspidosperma cuspa (Kunth) S. F. Blake ex Pittier
- Aspidosperma cylindricum Muell. Arg.
- Aspidosperma cylindrocarpon Müll. Arg.
- Aspidosperma darienense Woodson ex Dwyer
- Aspidosperma dasycarpon (?)
- Aspidosperma decipiens Müll. Arg.
- Aspidosperma decussatum Woodson
- Aspidosperma desmanthum Benth. ex Müll. Arg.
- Aspidosperma discolor A. DC.
- Aspidosperma dispermum Müll. Arg. in C. Martius
- Aspidosperma duckei Huber
- Aspidosperma ecuadorense Woodson
- Aspidosperma elatum Little
- Aspidosperma elliptica Rusby
- Aspidosperma exalatum Monach.
- Aspidosperma excelsum Benth.
- Aspidosperma fendleri Woodson
- Aspidosperma gardneri Müll. Arg.
- Aspidosperma glaucum Monach.
- Aspidosperma gomezianum A. DC.
- Aspidosperma guaraniticum Malme
- Aspidosperma helstonei Donsel.
- Aspidosperma horko-kebracho Speg.
- Aspidosperma inundatum Ducke
- Aspidosperma jaunechense A. Gentry
- Aspidosperma lagoense Müll. Arg.
- Aspidosperma leucomelanum Müll. Arg.
- Aspidosperma lucentivenium S. F. Blake
- Aspidosperma macrocarpon Mart.
- Aspidosperma macrophyllum Müll. Arg.
- Aspidosperma marcgravianum Woodson
- Aspidosperma megalocarpon Müll. Arg.
- Aspidosperma melanocalyx
- Aspidosperma megaphyllum Woodson
- Aspidosperma multiflorum A. DC.
- Aspidosperma myristicifolium (Markgr.) Woodson
- Aspidosperma nanum Markgraf
- Aspidosperma neblinae Monach.
- Aspidosperma nemorale Handro
- Aspidosperma nitidum Benth. ex Müll. Arg.
- Aspidosperma nobile Müll. Arg. in C. Martius
- Aspidosperma oblongum A. DC.
- Aspidosperma obscurinervium Azambuja
- Aspidosperma occidentale Markgraf
- Aspidosperma pachypterum Müll. Arg. in C. Martius
- Aspidosperma parviflorum A. DC.
- Aspidosperma pichonianum Woodson
- Aspidosperma pohlianum Müll. Arg.
- Aspidosperma polyneuron Müll. Arg.
- Aspidosperma populifolium A. DC.
- Aspidosperma quadriovulatum Pittier
- Aspidosperma quebracho-blanco Schltdl.
- Aspidosperma quirandy Hassler
- Aspidosperma ramiflorum Müll. Arg.
- Aspidosperma rauwolfioides Markgr.
- Aspidosperma reductum (Hassler) Woodson
- Aspidosperma riedelii Müll. Arg. in C. Martius
- Aspidosperma rigidum Rusby
- Aspidosperma rojasii Hassl.
- Aspidosperma sandwithianum Markgr.
- Aspidosperma schultesii Woodson
- Aspidosperma sessiliflorum Müll. Arg.
- Aspidosperma spruceanum Benth. ex Mull. Arg.
- Aspidosperma stegomeris (Woodson) Woodson
- Aspidosperma steyermarkii Woodson
- Aspidosperma subincanum Mart.
- Aspidosperma tomentosum C. Martius
- Aspidosperma triternatum N. Rojas
- Aspidosperma venosum Müll. Arg.
- Aspidosperma verbascifolium Müll. Arg.
- Aspidosperma verruculosum Müll. Arg.
- Aspidosperma warmingii Müll. Arg.

## Hình ảnh

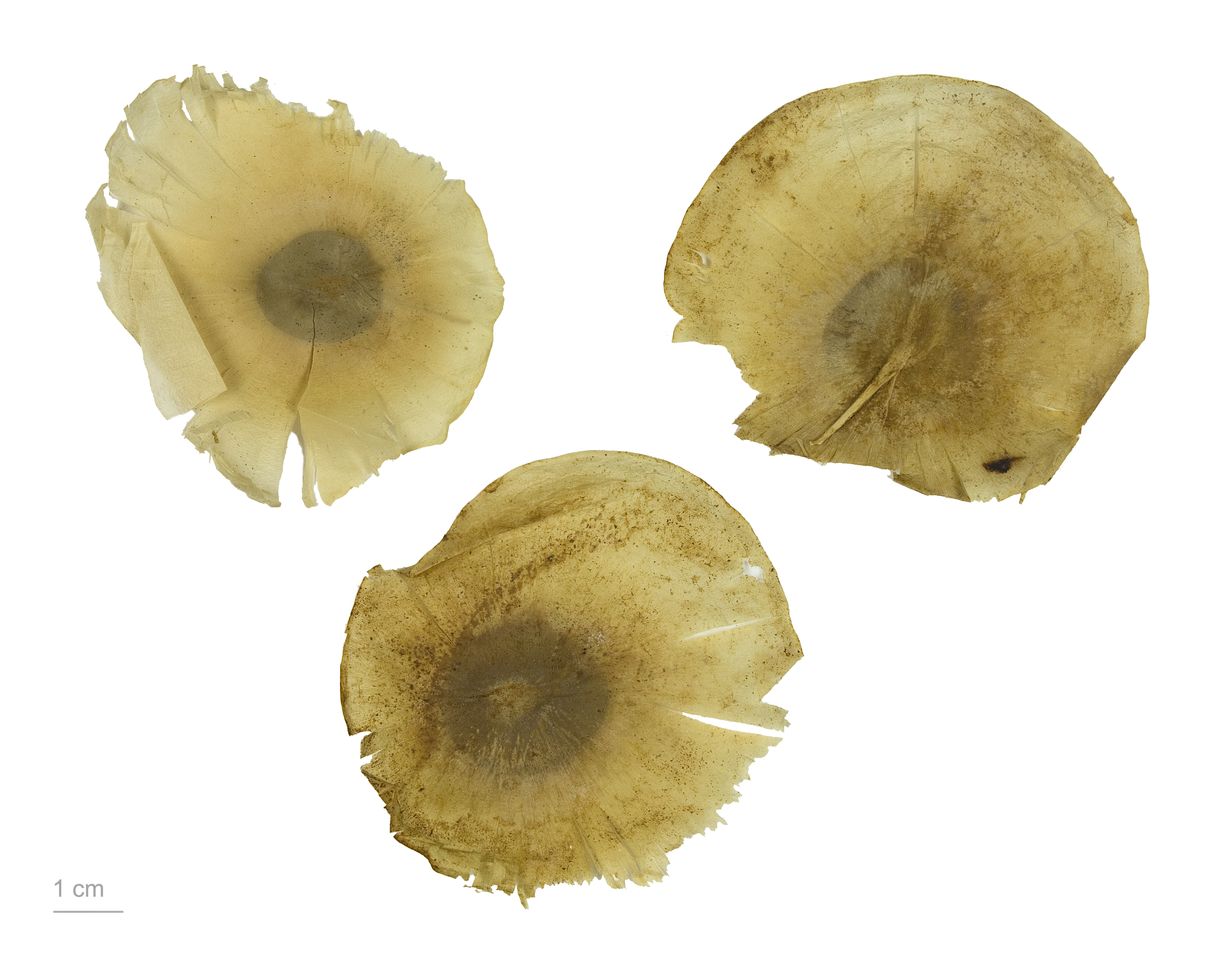
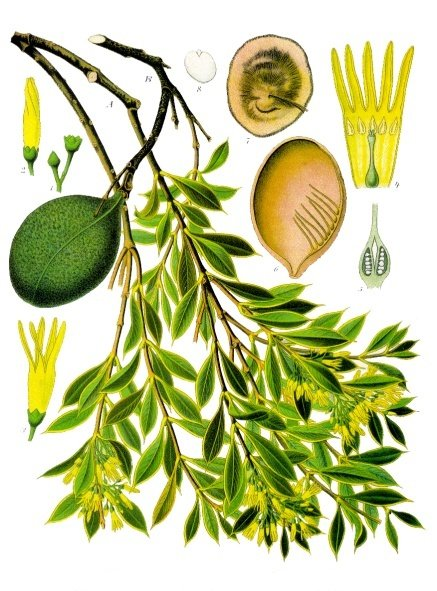
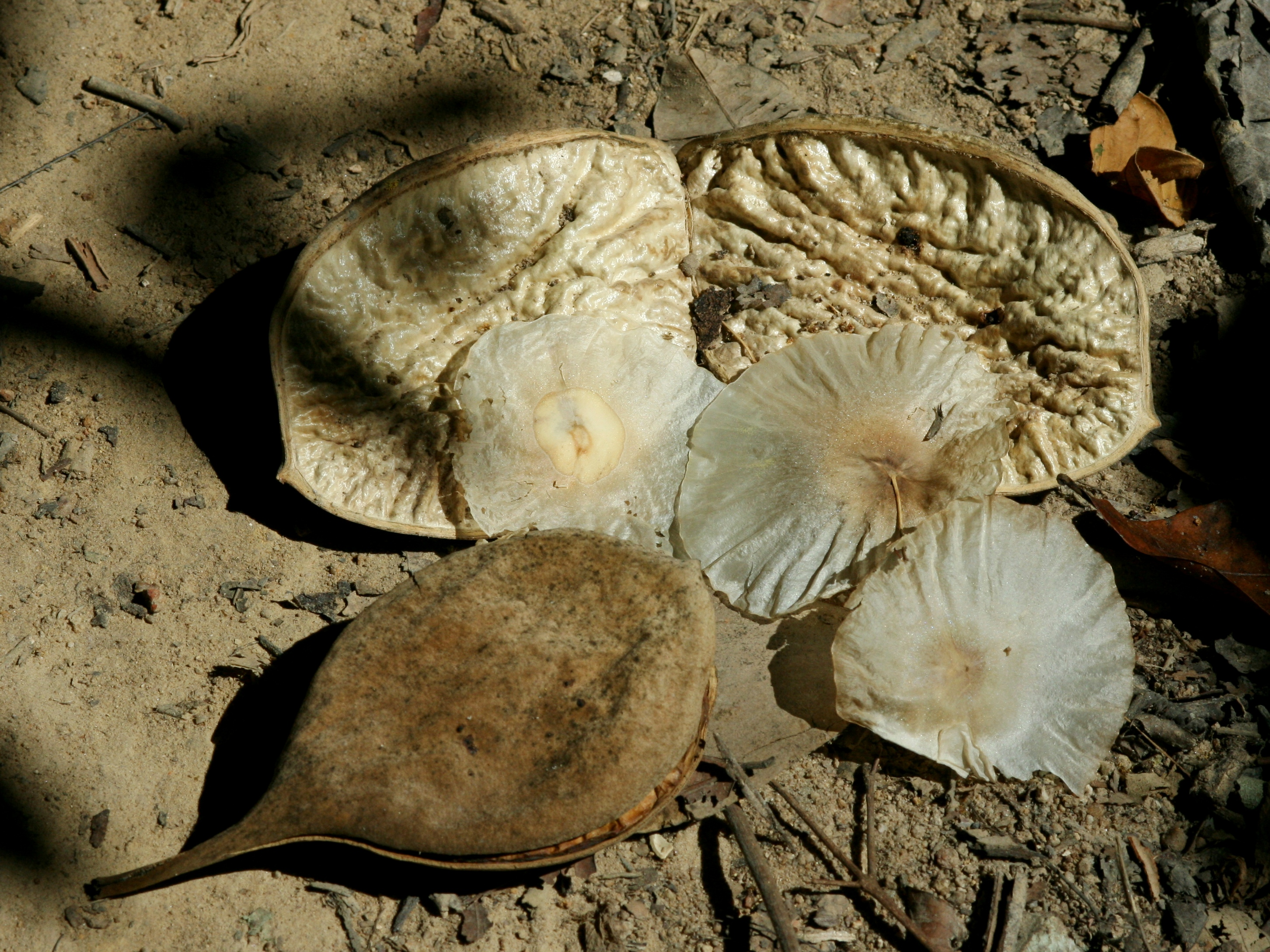
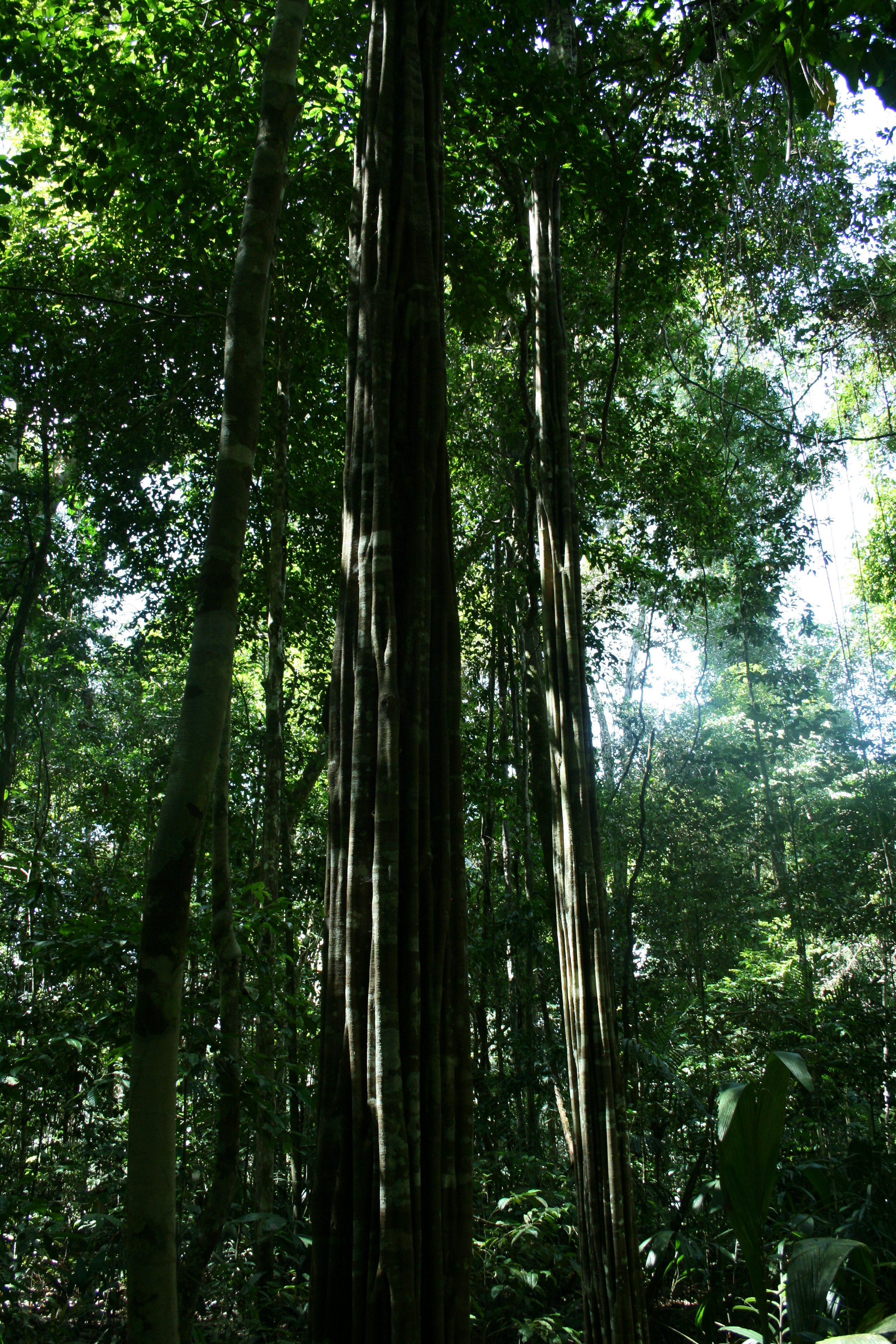